# Enfance clandestine
Pour plus de détails, voir Fiche technique et Distribution.
Enfance clandestine (Infancia clandestina) est un drame historique argentino-hispano-brésilien coproduit, coécrit et réalisé par Benjamín Ávila et sorti en 2012.

## Synopsis
En 1979, en Argentine, Juan revient au pays sous un nom d'emprunt tandis que ses parents, des Montoneros, sont traqués par la dictature militaire. L'histoire fait surtout le parallèle entre sa vie de petit garçon et les répercussions de la résistance sur cette enfance. On voit toute l'ambiguïté que cela apporte, les secrets qu'il doit garder, le fait de devoir inventer une fausse vie, les déménagements, et à côté le fait de vouloir des amis et une petite amie.

## Fiche technique
- Titre original : Infancia clandestina
- Titre français : Enfance clandestine
- Titre québécois : Enfance clandestine
- Réalisation : Benjamín Ávila
- Scénario : Benjamín Ávila et Marcelo Müller
- Direction artistique : Yamila Fontanne
- Décors :
- Costumes :
- Photographie : Iván Gierasinchuk
- Son : Guido Beremblum
- Montage : Gustavo Giani
- Musique : Marta Roca Alonso et Pedro Onetto
- Production : Luis Puenzo, Benjamín Ávila et Tània Balló Colell
- Sociétés de production : Historias Cinematograficas Cinemania, Habitacion 1520 Producciones, Antartida Produccions et Academia de Filmes
- Distribution :
- Budget :
- Pays d’origine :  Argentine/ Espagne/ Brésil
- Langue : Espagnol
- Format : Couleur - 35mm - 2.35:1
- Genre : drame historique
- Durée : 112 minutes
- Distributeur : K-Films Amérique (Québec)
- Dates de sortie :
- Espagne : 20 septembre 2011 (festival de Saint-Sébastien)
- Argentine : 20 septembre 2012
- Québec : 17 janvier 2014
- Suède : 11 octobre 2013

## Distribution
- Natalia Oreiro : Cristina (son vrai nom) ou Charo (nom de code)
- Ernesto Alterio : Beto
- César Troncoso : Daniel
- Cristina Banegas : la mère de Charo
- Teo Gutiérrez Romero : Juan (vrai nom) ou Ernesto (nom d'emprunt)
- Violeta Palukas : María
- Marcelo Mininno

## Distinctions

### Récompenses
- 2009 : Prix du meilleur scénario non adapté à Benjamín Ávila et Marcelo Müller au festival international du nouveau cinéma latino-américain de La Havane
- 2011 : Prix Casa de América au festival de Saint-Sébastien
- 2012 : 10 Prix Sud dont ceux des meilleurs film, réalisateur, scénario et acteurs

## Réception critique
Présenté lors du Festival de Cannes 2012 à la Quinzaine des réalisateurs, le premier long métrage de Benjamín Ávila offre des similitudes de situation avec celui, contemporain, de Paula Markovitch, El premio (2011). Olivier De Bruyn pour Positif présente le film ainsi : « dans Enfance clandestine le réalisateur qui s'est inspiré de souvenirs personnels pour écrire son scénario, échappe la plupart du temps aux pièges du pathos et de la démonstration éloquente. À la fois récit initiatique et chronique intimiste, le film fait preuve d'une maîtrise et d'une sensibilité également singulières. »
Toutefois, quelques mois plus tôt, son collègue Matthieu Darras, coauteur d'un compte rendu sur les films diffusés au Festival de Cannes, semble plus réservé : « Sans doute sincère, cette nouvelle fiction sur la violence politique ayant frappé l'Amérique latine, telle qu'elle put être perçue à hauteur d'enfant, peine à trouver une forme distinctive, donc percutante. La mise en scène d'Ávila, plus proche du Yves Robert de La Gloire de mon père que de ses contemporains latino-américains, ne suscite qu'une émotion intermittente. »